# Hradiště na Sedle
Hradiště na Sedle je pravěké hradiště na hoře Sedlo v Šumavském podhůří asi jeden kilometr od vsi Albrechtice u Sušice v okrese Klatovy. Osídleno bylo v šestém až pátém a druhém až prvním století před naším letopočtem a později také v době římské a ve středověku. Pozůstatky hradiště jsou chráněny jako kulturní památka.

## Historie

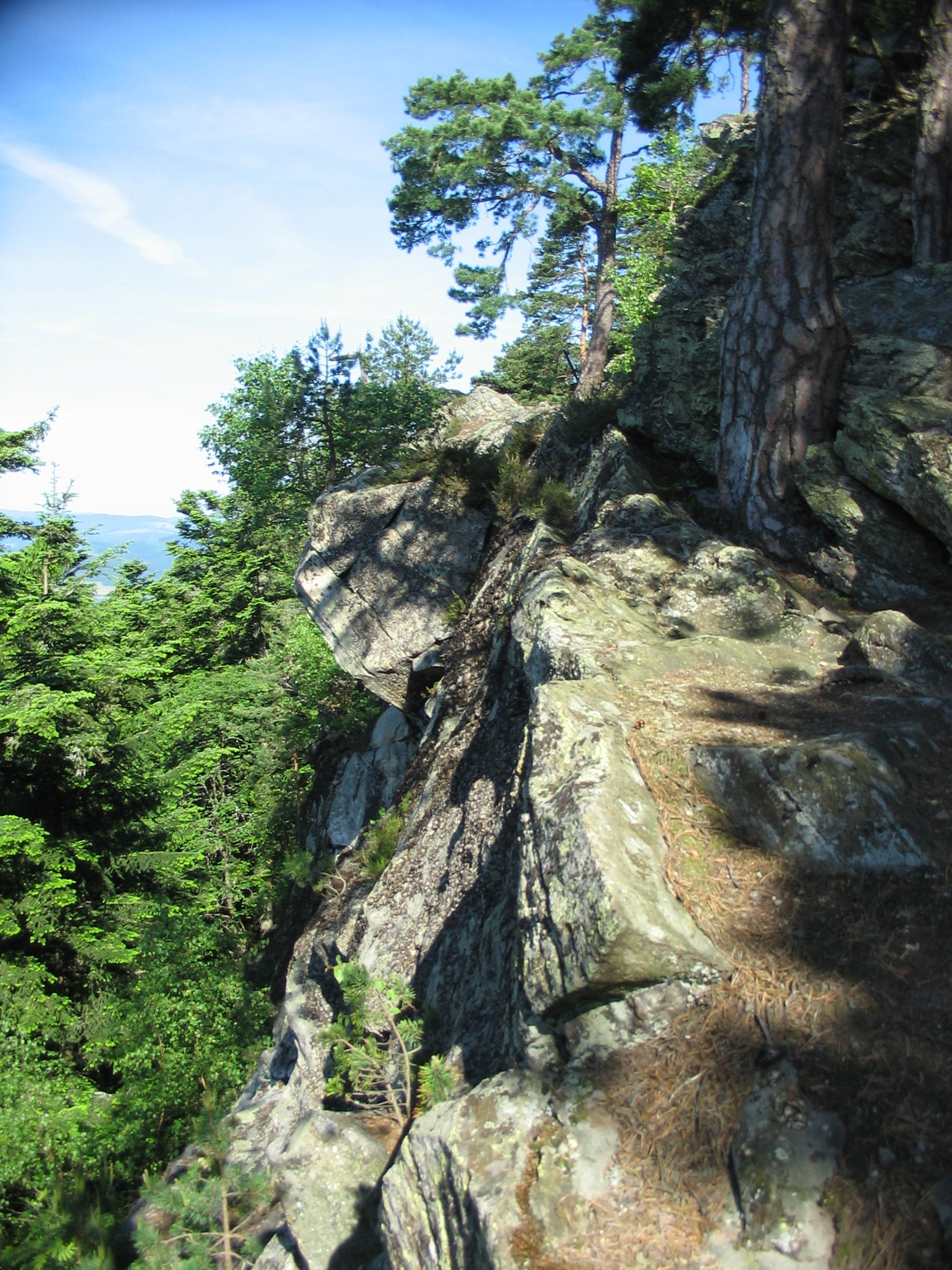
Opevnění využívalo přirozené skalní útvary. Místo na fotografii se nachází pod vrcholem hory.

Hradiště bylo postaveno v šestém až pátém století před naším letopočtem na přelomu doby halštatské a laténské. Mělo snad obranou funkci a v čase ohrožení poskytovalo útočiště obyvatelstvu. Díky nadmořské výšce umožňovalo také dobrý rozhled do okolní krajiny a samo mohlo být významným orientačním bodem. Svým charakterem se částečně podobá hradištím na Hradišťanech nebo na Plešivci, která nejspíše plnila funkci kultovních center. Na rozdíl od nich jsou na Sedle patrné stopy běžného osídlení, přičemž v mladší době laténské se Sedlo stalo možným sídlem tehdejší elitní společenské vrstvy, byť nejbližší soudobé osídlení se nacházelo až v Sušici a v okolí Rabí a Volyně. Sídlo elity tak nejspíše souviselo s rýžováním zlata v okolí řeky Otavy. Není jisté, zda bylo během mladší doby laténské obnoveno také opevnění. V pozdějších fázích osídlení v době římské a raném středověku už byly využity jen rozvaliny starších hradeb.
Hradiště bylo opakovaně zkoumáno menšími archeologickými výzkumy, které vedli v letech 1930–1932 Bedřich Dubský, roku 1934 L. Franc a C. Streitová a v letech 1953–1955 Jiří Břeň. Za významný nález se považuje bronzové obloukové držadlo (snad opěrka cedníku) dovezená ze severní Itálie.

## Stavební podoba

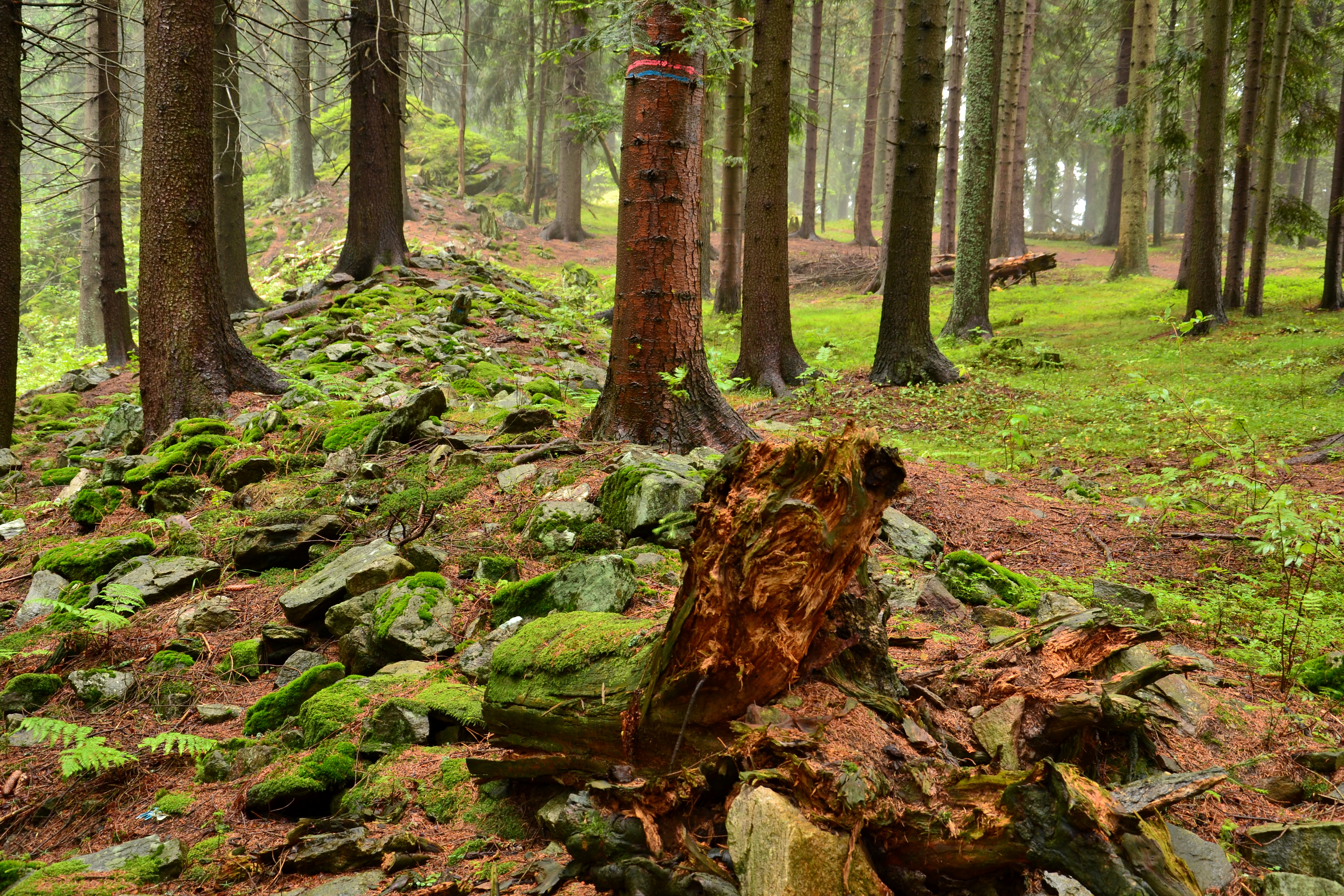
Val

Hradiště bylo postaveno na skalnatém vrcholu hory Sedlo s nadmořskou výškou 905 metrů, což z něj dělá, po Obřím hradu, druhé nejvýše položené místo tohoto typu v Česku. Přestože je ze všech stran chrání strmé svahy, bylo po celém obvodu vybudováno opevnění. To se skládá z četných přirozených skalních útvarů propojených kamenitými valy. Opevněná plocha s rozlohou 2,9 hektaru má půdorys nepravidelného čtyřúheúhelníku dlouhého 440 metrů a širokého 32–114 metrů. Celková délka opevnění dosahuje délky 920 metrů.
Opevnění nebylo zkoumáno. Původní hradba byla pravděpodobně postavena z nasucho kladených kamenů kolem vnitřní dřevěné konstrukce. V dochované podobě dosahuje převýšení valů až deset metrů na vnější a 1–1,5 metru na vnitřní straně. Šířka se místy pohybuje až kolem třinácti metrů. Na některých místech bylo archeologicky zjištěno spečení valů, což bývá vysvětlováno jako cílené zpevnění hradby, nebo naopak stopy zániku hradby požárem. Zásoba oblázků nalezená u paty valu mohla sloužit jako munice do praků.
Areál hradiště byl přístupný dvěma bránami. V jihovýchodním cípu hradiště se nacházela brána tvořená ulicově protaženými valy v délce sedmnácti metrů. Druhá brána chráněná mohutným skaliskem bývala na severozápadě (jižně od novodobé cesty). Vnitřní prostor hradiště byl údajně členěn na tři až čtyři části, ale z vnitřních valů nejasného stáří je patrný jen jeden ve východní polovině hradiště. Zdrojem pitné vody byly prameny v severozápadním rohu a za severní linií opevnění.

## Přístup
Vrchol Sedla s pozůstatky hradiště je volně přístupný po červeně značené turistické trase z Alberechtic do Žlíbku. Na vrcholu stojí rozhledna.